# Faculdade Santa Terezinha
Faculdade de Educação Santa Terezinha, ou simplesmente FEST é uma instituição de ensino superior inaugurada em 2003, sediada na cidade de Imperatriz no Estado do Maranhão. O projeto é de autoria da educadora Roza Soares. Atualmente a instituição esta autorizada a oferecer os seguintes cursos: Direito, Economia, Pedagogia e Psicologia.

## Cursos
- Direito
- Economia
- Pedagogia
- Psicologia

## Site Oficial
- Site oficial